# 杉田一郎
杉田 一郎（すぎた いちろう、1894年（明治27年）12月15日 - 1971年（昭和46年）1月2日）は、大正から昭和期の政治家。衆議院議員、栃木県芳賀郡祖母井町長。

## 経歴
栃木県芳賀郡祖母井村（祖母井町を経て現芳賀町）で、代々割元名主の杉田家当主・杉田弥太郎の長男として生まれる。宇都宮中学校（現栃木県立宇都宮高等学校）を経て、早稲田大学法律科で学んだ。
祖母井町会議員、同町長、栃木県会議員、同参事会員を務めた。また、上野原農学校（現栃木県農業大学校）理事、芳賀郡連合青年団長、祖母井農業会長に在任。大政翼賛会栃木県支部協力会議員、同常務委員、小平重工業常務なども務めた。
1946年（昭和21年）4月、第22回衆議院議員総選挙（栃木県全県区、日本自由党）で当選し、衆議院議員に1期在任した。その後、公職追放となる。追放解除後、1952年（昭和27年）10月の第25回総選挙（栃木県第2区、無所属）に立候補したが落選した。
宇都宮中学校時代に野球部で二塁手として活躍し、戦後、全国社会人野球連盟栃木県支部長となった。また文学が趣味で川口松太郎と親交があった。

## 脚註